# Garret Hobart
Garret Augustus Hobart (3 tháng 6 năm 1844 – ngày 21 tháng 11 năm 1899) là Phó Tổng thống của Hoa Kỳ thứ 24, tại vị từ năm 1897, cho đến khi ông qua đời năm 1899. Ông là phó tổng thống thứ sáu chết khi còn đương nhiệm.
Hobart sinh tại Long Branch, New Jersey, ở Jersey Shore, và lớn lên ở Marlboro gần đó. Sau khi tốt nghiệp Rutgers College, Hobart thực tập nghề luật với luật sư tại Paterson ông Socrates Tuttle. Hai người đã nghiên cứu cùng nhau và Hobart đã kết hôn cùng con gái của Tuttle Jennie. Họ có với nhau bốn đứa con, chỉ hai người con sống sót lúc nhỏ. Một người con gái, Fannie, chết năm 1895; con trai Hobart, Garret Jr. sống sót. Dù ít khi có mặt ở một tòa án, Hobart đã trở nên giàu có khi làm luật sư doanh nghiệp.
Hobart đã giữ nhiều cương vị ở chính quyền địa phương, và sau đó đã tranh cử thành công đại diện cho đảng Cộng hòa, ở cai hai viện Hạ viện New Jersey và Thượng viện New Jersey. Ông đã làm chủ tịch Hạ viện New Jersey và chủ tịch Thượng viện New Jersey. Hobart đã là một chính khách lâu năm của đảng ông và các đại biểu New Jersey đã triệu tập Hội nghị quốc gia Cộng hòa 1896 quyết định chỉ định một luật sư nổi tiếng chạy đua vào chức vụ Phó tổng thống. Quan điểm chính trị của Hobart tương tự của McKinley.